# إيلين رودجرز
إيلين رودجرز (بالإنجليزية: Eileen Rodgers)‏ هي مغنية أمريكية، ولدت في 10 يوليو 1930 في بيتسبرغ في الولايات المتحدة، وتوفيت في 13 يوليو 2003 في تشارلوت في الولايات المتحدة بسبب سرطان الرئة.

## وصلات خارجية
- إيلين رودجرز على موقع IMDb (الإنجليزية)
- إيلين رودجرز على موقع ميوزك برينز (الإنجليزية)
- إيلين رودجرز على موقع قاعدة بيانات برودواي على الإنترنت (الإنجليزية)
- إيلين رودجرز على موقع ديسكوغز (الإنجليزية)